# Arachnura spinosa
Arachnura spinosa là một loài nhện trong họ Araneidae.
Loài này thuộc chi Arachnura. Arachnura spinosa được Kendo Saito miêu tả năm 1933.